# Johannes von Trogir

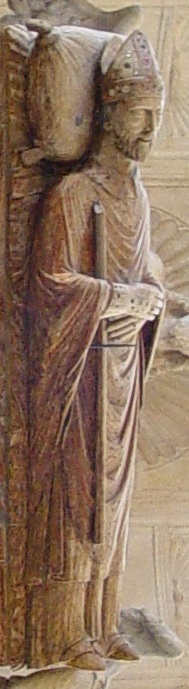
Johannes von Trogir, Grabskulptur in der Kathedrale von Trogir

Johannes von Trogir, kroatisch Ivan Trogirski (* 11. Jahrhundert; † 14. November 1111), war Bischof von Trogir. Er gilt als Schutzheiliger der südkroatischen Stadt Trogir, die ihr Stadtfest Sveti Ivan an dessen Gedenktag, dem 14. November, begeht.

## Leben
Über Johannes von Trogir gibt es zahlreiche Legenden, aber wenig gesicherte Daten. Der ihm vielfach zugeschriebene römische Patriziername Orsini ist wahrscheinlich eine Fehlschreibung der Herkunftsangabe Osor. Im dortigen Kamaldulenserkloster war er Mönch, bevor er nach dem Tod des Bischofs von Trogir und einer drohenden Spaltung um die Nachfolge wohl im Jahr 1064 von Papst Alexander II. zum Bischof von Trogir bestimmt wurde.
In den vier Jahrzehnten seines Wirkens hinterließ er tiefe Spuren im religiösen und sozialen Leben der Region, die sich in den Legenden widerspiegeln. Als seine größte Tat gilt die Verteidigung der Stadt gegen den ungarischen König Koloman.
Johannes wurde in der Kathedrale von Trogir beigesetzt, wo ein aufwendiges Grabmal in der nach ihm benannten Kapelle an ihn erinnert.